# Handelsopland
Et handelsopland er det område, som en forretning, et butikscenter, en offentlig virksomhed eller en by betjener.

## Bestemmelse af oplande
Oplande kan efter deres natur være absolutte, overvejende eller maksimale. Ved et absolut opland forstås et opland med en skarp afgrænsning. Eksempelvis vil oplandet til en skole ofte være skarp, idet den fastlægges politisk-administrativt i forhold til naboskoler. Andre oplandsgrænser vil være mere eller mindre jævnt aftagende. Eksempelvis vil oplandsgrænsen mellem to indkøbscentre være flydende, idet der i mellemområdet mellem de to centre vil være folk der søger til det ene indkøbscenter, andre til det andet. Her kan man derfor tale om overvejende oplande, det vil sige oplande hvis overvejende befolkningsdel søger det ene sted frem for det andet. Endelig betegner et maksimalt opland det størst mulige opland for stedet eller med andre ord: det fjerneste sted, hvorfra søgning mod stedet sker.

### Oplande af uens størrelse
Det ligger i sagens natur, at forskellige tjenester eller varer har oplande af forskellige størrelse: en folkeskole har et mindre opland end en handelsskole, en teknisk skole eller et gymnasium, og disse har atter et mindre opland end et universitet. Dagligvareforretninger har som regel mindre oplande end udvalgsvareforretninger. Dette indebærer tillige, at man ved planlægningen af offentlige eller private tjenester må regne med, at visse vil have et meget beskedent opland, andre et langt større opland.

### Mange forhold påvirker oplandes størrelser
Det turde ligeledes være klart, at sådanne oplandes størrelse kan/vil blive påvirket af mange forhold, så som:
- transportmuligheder (dels folks egne: eksempelvis cykel eller bil, dels offentlige: rutebils- og togforbindelser eller færgeruter).
- markedsføring (reklamevirksomhed), idet et givet betjeningssted vil tilstræbe at udvide sit kundeopland ved at fremhæve egne kvaliteter: vareudbud, lave priser, behageligt indkøbsmiljø med en ordentlig kundebetjening og lignende.
- forandrede beliggenhedsforhold, idet forandringer i befolkningens rørelsesfrihed tillige kan bevirke forandrede beliggenhedsfordele: således var i tiden før bilens udbredelse nærhed til kundekredsen en fordel, men med bilismens gennembrud fik adgang med bil større betydning og indkøbscentre i byernes udkant i nærheden af større veje blev fordelagtig, idet kunderne kunne foretage større indkøb i kraft af de forandrede transportmuligheder.

### Oplandes størrelse kan ændre sig med tiden
Disse forhold gør, at bestemmelsen af et opland kun kan ske ved undersøgelser af de berørte personer eller husstande, men tillige at undersøgelsen kun har gyldighed for det tidspunkt, hvor den foretages, idet der senere kan ske forandringer i forudsætningerne for oplandets størrelse.

## Handelsoplande som fremmende for byers trivsel
I Danmark var købstædernes oplandsforhold indtil næringsfrihedens indførelse i 1857 overvejende fastlagte ved særlige rettigheder, såkaldte købstadsprivilegier, der beskyttede købstædernes næringsdrivende mod konkurrence fra handlende og håndværkere bosatte i de nære omgivelser, idet købstæderne var omgivne med såkaldte "læbælter" – områder, hvor det ikke var tilladt for handlende og de fleste håndværkere at drive næring. Allerede i midten af 1800-tallet var der folk, som gjorde sig overvejelser over den betydning, som oplandet spillede for købstædernes trivsel. Således skrev Edvard Erslev, at:
"Betingelsen for, at en By kan opstaa, er at den kan komme til at danne Midtpunkt i en Kreds – jo større og rigere Kredsen er, desto større og rigere bliver Byen – og man kan altsaa ved at se hen til Omgivelserne, tilnærmelsesvis beregne den Fremtid og Udvikling, som en By kan opnaa... Man maa fremhæve som en Naturbetingelse for en By, at den ligger i Midten af et større eller mindre Bækken, som tjener den til Opland, eller at den ligger ved en sejlbar Flod eller ved Havet..."
Erslev medgav dog, at "Mennesket ogsaa er i Stand til at erstatte en eller anden af de nævnte Naturbetingelser og gjøre en By til Centralpunktet for en større Kreds, om den end ikke er det af Naturen", og han nævnte som sådanne menneskeskabte forhold, der kunne påvirke oplandets størrelse en kanal, et vejnet og et jernbanenet. Desuden nævnes, at en "stor og mægtig Monark kan ved at samle alt, hvad der hører Regeringen og Residensen til, hæve en By vidt frem". Han iagttog de østjyske købstæders beliggenhed i bunden af fjorde, der bevirkede, at "Byen har herved faaet saa meget Opland som mueligt, og Folk baade fra Nord- og Sydsiden af Fjorden søge Byen, noget som ikke vilde ske, naar den laa længere ude".

## Handels- og betjeningsoplandsundersøgelser
Ud fra sådanne betragtninger kan det næppe undre, at der i Danmark – som i andre lande – er lavet en lang række undersøgelser med henblik på at fastlægge byers handels- og betjeningsoplande i det 20. århundrede. Disse kan inddeles i:
1. dem, der vedrører detailhandelsoplande (henholdsvis dagligvarer, udvalgsvarer og specialvarer) og
2. dem, der vedrører engroshandelsoplande.

Ligeledes kan der skelnes mellem:
- handelsoplandsundersøgelser for de enkelte virksomheder,
- handelsoplandsundersøgelser for de enkelte steder (fx byer, indkøbscentre),
- handelsoplandsundersøgelser for et større område omfattende flere steder (fx en samlet landsdel eller hele landet).

### Steenstrup (1925)
Den første egentlige undersøgelse af byernes oplandsforhold i Danmark blev lavet at Flemming Steenstrup på grundlag af "Erhvervstællingen 1925" og den samme år gennemførte folketælling. Som udgangspunkt for undersøgelsen havde Steenstrup opdelt hele landet i såkaldte oplandsdistrikter for de enkelte købstæder dog således, at der blev regnede med samlede sogne. Om selve afgrænsningen af de enkelte oplandsdistrikter og efterprøvelsen af disses rigtighed oplyste Steenstrup:
"For de nærmest en By liggende Sogne giver det sig som Hovedregel af sig selv, at de maa regnes til dens Opland. Tvivlsspørgsmaalene kommer først frem for de fjernere liggende Sognes Vedkommende, men stærkt splittet, som det danske Landomraade er af Sunde og Fjorde, vil der ofte findes naturlige Grænser for Oplandsomraaderne, og de Fejl, der kan fremkomme, hvor dette ikke er Tilfældet, kan næppe med væsentlig Vægt influere paa Hovedresultaterne.
Vanskeligere er det at tage Hensyn til Konkurrencen fra Stationsbyer o. l. indenfor selve Oplandsdistriktet. For dog i nogen Grad at kunne gøre dette uden paa den anden Side at komme ind paa indviklede Beregninger, der alligevel vil blive usikre, er Folketallet indenfor hvert Oplandsomraade optalt for de bymæssige Bebyggelser her, som har mindst 500 Indbyggere, og dette Folketal er da fratrukket Omraadets samlede Folketal, idet der kan regnes med, at disse Bebyggelser paa den ene Side foruden at forsyne deres egne Indbyggere ogsaa forsyner Beboerne i den nærmeste Omegn med en hel Del Varer, men paa den anden Side for andre Varers Vedkommende selv forsynes fra Oplandsdistriktets Hovedby. Til Bebyggelserne med mindre end 500 Indbyggere er der intet Hensyn taget. Dels betyder Konkurrencen herfra i sig selv mindre, dels er disse Bebyggelser saa jævnt fordelt over Landet at det indbyrdes Forhold mellem Udtrykkene for de forskellige Oplandsdistrikters Størrelse antagelig i det væsentlige bliver det samme, hvad enten man tager Hensyn hertil eller ej.
En Del af de bymæssige Bebyggelser i Landdistrikterne, som enten paa Grund af deres Størrelse eller deres Beliggenhed i et i særlig Grad købstadstomt Rum maa antages at udfylde en Købstads Plads, er behandlet som disse, saa at de paa tilsvarende Maade har faaet tildelt Oplandsdistrikter, medens paa den anden Side enkelte af de ganske smaa Købstæder er udeladte af Opgørelsen."
"Et Middel til at kontrollere Oplandsfolketallenes forholdsmæssige Rigtighed har man ... i de ved Erhvervstællingen for hver By optalte Omsætningsbeløb for Erhvervsvirksomhederne, idet i saa Henseende navnlig Detailhandelens Omsætning vil være vejledende.
Her fremkommer nu for det første den Vanskelighed, at Byernes Forstæder ved Erhvervstællingen er behandlede sammen med Landdistrikterne, saaledes at man kun kender Omsætningen for de Forretninger, der er beliggende i selve Bykommunen. Dernæst omfatter Detailomsætningsbeløbet jo saavel Omsætningen med Oplandet som med Byens egne Indbyggere og vil man have to sammenlignelige Rækker Tal, maa man til det fundne Oplandsfolketal lægge Folketallet i Byen selv med Forstæder. Imidlertid kan det ikke ventes, at Byens Detailomsætning vil staa i ligefremt Forhold til dette samlede Folketal, thi medens Byens Indbyggere dækker den ganske overvejende Part af deres Forbrug i Byens egne Forretninger, gaar disse som tidligere er omtalt, glip af en stor Del af Oplandsbeboernes Handel, nemlig især den Del, som falder paa de simpleste Fornødenheder. Snarere kunde man derfor vente en vis Forholdsmæssighed mellem Folketallet i By + Opland og den Del af Detailomsætningen, som ikke falder paa de almindelige Artikler.
Da nu Detailomsætningsbeløbene ikke kan deles efter de Varearter, de vedrører, men derimod kan oplyses særskilt for de forskellige Forretningsbrancher, er det her valgt til Sammenligning at benytte Omsætningen i samtlige Detailforretninger bortset fra Næringsmiddelbranchen. Herved opnaas det netop at faa Omsætningen af den vigtigste Gruppe mere almindeligste Varer helt udenfor, og tillige, at den Mangel, der knytter sig til Omsætningsbeløbene, derved at de ikke omfatter Forstadsbebyggelsernes Handel, bliver væsentligt mindre, idet Handelen i Forstæderne for en stor Del netop er Næringsmiddelhandel."
Af beskrivelsen af fremgangsmåden ses, at Steenstrup var klar over, at der fandtes byer, som ikke var købstæder, men som ikke desto mindre havde oplandshandel af betydning. Det er derfor uheldigt, at disse ikke omtaltes nærmere. Ligeledes bemærkes, at han skelnede mellem næringsmidler (dagligvarer) og udvalgsvarer, mens engroshandelen ikke omtales. Ved afgrænsningen af oplandene synes Steenstrup tillige at have taget hensyn til jernbanelinjer, rutebil- og skibsruter. Steenstrup afstod fra at vise de fundne oplande på et kort, og derved bliver hans opstillede tal for befolkningen i oplandene – der afrundedes i tusinder – heller ikke mulige at vurdere nærmere.

### Hinz (1935)
Steenstrups undersøgelse blev fulgt op af Helge Hinz på grundlag af "Erhvervstællingen 1935" og den samme år gennemførte folketælling. Hinz havde i lighed med Steenstrup foretaget skøn over de enkelte købstæders oplande og beregninger over deres oplandsbefolkninger og disses købekraft, og han havde tillige forsøgt på et kort at vise disse oplande. Dette var første gang, noget sådant blev forsøgt. Hinz henviste til Steenstrups tidligere undersøgelse. Mens Steenstrup ikke udtrykkeligt havde taget hensyn til oplandsruterne, oplyste Hinz, at:
"Udgangspunktet for nærværende Beregning af Oplandsomraaderne er taget i de foreliggende Oplysninger om Personrutebil- og Jernbanetrafikken."
"Fremgangsmaaden ved Beregningen af de enkelte Byers Opland har været den, at der paa et Sognekort over Danmark er indtegnet de enkelte Personliniers Ruter med Angivelse af Afgangs- og Endestationer, saaledes at det af Kortet fremgaar, gennem hvilke Byer og Sogne de enkelte Linier løber. Paa samme Maade er endvidere paa Kortet indtegnet de forskellige Jernbaneruter.
Dette Kort sammenholdt med Fortegnelser, indeholdende Oplysninger om Personruternes Længde, Antal Kilometer daglig m.v., danner det Grundlag, hvorpaa Beregningen af Byernes Opland bygger.
Nu er det klart, at man paa Basis heraf ikke vil kunne foretage en fuldt nøjagtig Angivelse af de forskellige Byers Opland, da de enkelte Købstæders Oplandsomraader saa at sige strækker sig ind i hinanden, idet Omraader, der for enkelte Varers Vedkommende er Opland for én By, for andre Varers Vedkommende vil være Opland for en anden By. Trafikmidlerne vil altsaa i nogen Grad udviske Grænserne mellem de enkelte Byers Opland."
"Afgørende for Oplandsomraadernes Grænser for Byer af samme Størrelse eller Ensartethed vil hovedsagelig være Rejsetiden, der som oftest er proportional med Afstanden; dog vil Beboerne i Landdistrikterne f. Eks. Benytte en længere Vej, der har direkte Forbindelse med en By, i stedet for en kortere Vej, der kræver Omstigning."
I lighed med Steenstrup tog også Hinz hensyn til forstæder og til bymæssige bebyggelsers rolle i omsætningen og dermed i beregningen af købstædernes oplandsbefolkning: i alt 27 bymæssige bebyggelser med tilsammen 57.000 indbyggere fik tildelt egne oplande med et samlet folketal på 118.000 indbyggere.
Hinz fandt – i lighed med hvad Steenstrup havde fundet – at detailomsætningen pr indbygger voksede med voksende indbyggertal i byerne, omend væsentligt lavere beløb:
| Omsætning pr indbygger       | Steenstrup (1925)                      |          | Hinz (1935) |
| ---------------------------- | -------------------------------------- | -------- | ----------- |
|                              | antal oplandsindbyggere pr byindbygger | i alt kr | kr          |
| Byer med:                    | indtil 2 / 2 og derover                |          |             |
| 20.000 indbyggere og derover | 392 / -----                            | 392      | 267         |
| 10-20.000 indbyggere         | 313 / 295                              | 323      | 222         |
| 7-10.000 indbyggere          | 303 / 289                              | 291      | 198         |
| 5-7.000 indbyggere           | 303 / 289                              | 291      | 179         |
| 3-5.000 indbyggere           | 273 / 256                              | 257      | 174         |
| 2-3.000 indbyggere           | 273 / 256                              | 257      | 170         |
| 2.000 indbyggere og derunder | 273 / 256                              | 257      | 190         |
| I gennemsnit                 | 369 / 284                              | 328      | 224         |

### Danmarks Statistik (1960)
Spørgsmålet om afgrænsningen af byernes handels- og betjeningsoplande blev først atter optaget omkring 1960 af Danmarks Statistik. I den ledsagende forklaring redegjorde Danmarks Statistik for henholdsvis baggrunden for undersøgelsen og den anvendte fremgangsmåde:
"Ved de tidligere erhvervstællinger har man som den større geografiske enhed anvendt amterne. Amtsinddelingen svarer imidlertid ikke til en inddeling af landet ud fra økonomiske synspunkter. Amtsgrænserne adskiller således ofte kommuner, der med hensyn til omsætning, beskæftigelse m.m. udgør et fælles område, ligesom der inden for det enkelte amt findes kommuner, der i disse henseender må henføres til forskellige områder. Departementet har derfor i forbindelse med bearbejdelsen af materialet fra erhvervstællingen i 1958 foretaget en undersøgelse af byernes handelsmæssige samkvem med de omkringliggende kommuner.
En indledende undersøgelse viste, at det var muligt gennem interviews af de handlende at foretage en geografisk kortlægning af detailhandelen med sådanne udvalgsvarer som beklædningsartikler, møbler og tæpper. Samtidig kunne ved velvillig bistand fra Danmarks Radio tilsvarende oplysninger tilvejebringes for radio- og fjernsynssalget.
I løbet af sommeren 1959 har Departementets medarbejdere derefter foretaget interviews hos ca. 1200 virksomheder inden for detailhandelen medmanufaktur og trikotage, herre- og damekonfektion, møbler og tæpper. Virksomhederne er fordelt på næsten samtlige købstæder og visse større bymæssige bebyggelser. Det således indsamlede materiale er suppleret med ovennævnte undersøgelse af radio- og fjernsynssalget, der omfatter alle kommuner.
Detailhandelen med føde- og drikkevarer samt andre varer i det daglige forbrug har ikke været inddraget i undersøgelsen, da det for disse varer gælder, at indkøbene foretages hos de lokale handlende.
Udvælgelsen af de virksomheder, der indgik i interviewundersøgelsen, skete på grundlag af erhvervstællingsmaterialet, der indeholdt oplysning om omsætning m.m. for samtlige på tællingsdagen eksisterende virksomheder i de undersøgte brancher. I de fleste byer repræsenterer de interviewede forretninger 80-90 pct. af den samlende omsætning inden for de pågældende brancher.
Interviewene blev gennemført på den måde, at den adspurgte blev anmodet om på et landkort at angive kundekredsens geografiske udstrækning, hvortil kom supplerende spørgsmål om oplandshandelens andel af virksomhedens samlede omsætning, hvilke blade der annonceredes i m.m.
På grundlag af de foretagne undersøgelser er samtlige landets kommuner blevet fordelt på 44 handelsområder. De enkelte handelsområder er sammensat af kommuner med det fælles træk, at beboerne hovedsagelig foretager deres indkøb af udvalgsvarer inden for det pågældende område.
I nogle tilfælde findes der inden for et handelsområde flere indkøbscentre af betydning, og her har man yderligere foretaget en opdeling af området i handelsdistrikter. 25 handelsområder er blevet opdelt, hvorved der er fremkommet i alt 69 handelsdistrikter. 64 distrikter er i deres helhed beliggende inden for samme handelsområde, medens 4 distrikter er fordelt på 2 ellere 3 områder.
I de handelsområder, hvor der ikke er udskilt handelsdistrikter, gælder det, at forbrugerne i området som hovedregel foretager indkøbene af udvalgsvarer i samme by (områdecentret). I disse handelsområder findes også mindre indkøbscentre, hvorfra forbrugerne i et vist omfang forsynes med udvalgsvarer; omsætningen i disse centre har imidlertid ikke været tilstrækkelig stor til at danne grundlag for en opdeling i distrikter.
I de handelsområder, der er opdelt i distrikter, er det et karakteristisk træk for handelssamkvemmet, at forbrugerne køber de varer, der ikke føres af de lokale handlende, dels i det nærmeste center (distriktscentret), dels i det større områdecenter. Også i disse handelsområder findes mindre indkøbscentre for udvalgsvarer, der på grund af omsætningens beskedne størrelse ikker er udskilt som distriktscentre.
Det er vanskeligt at sondre mellem varer, der typisk forhandles i henholdsvis distrikts- og områdecentrene, idet der ofte kun vil være tale om en deling mellem forskellige kvaliteter inden for samme varegruppe; endvidere kan forholdene være forskellige i de enkelte områder og distrikter. Det kan dog anføres som en tendens, at almindelige metervarer og trikotagevarer samt radio- og fjernsynsapparater købes i distriktscentret, medens møbler, tæpper og konfektion, især damekonfektion, købes i områdecentret. Dette handelsmønster skyldes ikke så meget, at "områdevarerne" ikke føres af handlende i distriktscentrene, som det forhold, at områdecentrene byder på et større udvalg af disse varer.
I områdecentrene foregår også en betydelig handel med "distriktsvarer", bl.a. fordi disse centre betjener et vis opland som distriktscentre, og fordi forbrugerne uden for distriktet, når de handler i områdecentret, i et vist omfang samtidig indkøber varer, de også kunne have købt i distriktscentrene.
Med hensyn til afgrænsningen af områderne og distrikterne har det for den overvejende del af kommunerne ikke været vanskeligt at afgøre tilhørsforholdet. I de kommuner, hvor der var tvivl om tilhørsforholdet, f.eks. fordi de ved interviewundersøgelsen indsamlede oplysninger fra konkurrerende byer ikke korresponderede, har man på forskellig måde indhentet supplerende oplysninger, bl.a. ved henvendelse til de kommunale myndigheder.
Det forhold, at kommunerne er anvendt som den mindste geografiske enhed, medfører, at den enkelte kommune i alle tilfælde som en helhed er henført til et handelsområde og -distrikt. Det gælder således også de – forholdsvis få – kommuner, der består af lokaliteter med forskelligt handelsmæssigt tilhørsforhold.
Endelig skal det bemærkes, at man ved afgrænsningen af de enkelte områder, som foran nævnt, har taget udgangspunkt i de typiske træk i handelssamkvemmet. Herved er der ikke givet udtryk for det forhold, at en del forbrugere lejlighedsvis indkøber udvalgsvarer uden for deres område; disse indkøb foretages især i de meget store centre som Hovedstaden, Århus, Odense, Ålborg og Esbjerg."
Udfaldet af denne undersøgelse blev siden udnyttet i landsplanarbejdet, hvor man begyndte at skelne mellem område-, egns- og landsdelscentre, og der gennemførtes i løbet af 1960-erne et stort antal analyser af udbuddet af tjenesteydelser, hvilket dog ikke bragte ændringer i den gennemførte opdeling i handelsområder og handelsdistrikter.

### Danmarks Erhvervsfond (1971)
I 1971 tog Danmarks Erhvervsfond emnet op til fornyet behandling. I 1961 havde Institut for Centerplanlægning gennemført en undersøgelse af indkøbsmønsteret ved at udspørge buschauffører, som betjente busruter omkring Holstebro. Resultatet af denne undersøgelse blev sammenlignet med de undersøgelser, som Hinz og Danmarks Statistik tidligere havde lavet og fandt om Hinz‘ undersøgelse, at "resultatet for Holstebros vedkommende afviger ikke væsentligt fra den afgrænsning, Danmarks Statistik fandt frem til i 1959 i en tilsvarende landsdækkende undersøgelse." En noget sen oprejsning til Hinz! Resultatet af busanalysen "blev en inddeling, som stort set fulgte grænserne for Holstebro handelsdistrikt, som er fastlagt af Danmarks Statistik, dog med en mindre udvidelse af området i den sydlige del af oplandet." Overhovedet viste undersøgelserne, at oplandet for Holstebro (hvis et sådant overhovedet kunne afgrænses) var overordentligt stabilt – selv over et halvt århundrede. At det faktisk forholdt sig således kunne til dels skyldes, at der ikke i den mellemliggende tid var sket ting, der kunne påvirke oplandsforholdene så vidtgående, som fremkomsten af stationsbyerne havde kunnet omkring århundredeskiftet. Vejnettet og busruterne havde været nogenlunde uforandrede. Først med fremkomsten af nye butikscentre, lavprisvarehuse og lignende blev der gjort tiltag for at tiltrække kunder fra andre indkøbssteder.

## Problemerne ved oplandsundersøgelser
Steenstrups og Hinz‘ analyser blev kommenterede af Rudolf Jørgensen, som gjorde indvendinger imod såvel selve fremgangsmåden som udfaldet. Efter Rudolf Jørgensens opfattelse overbetonede Hinz de offentlige jernbane- og buslinier og overså "Vejføringernes Betydning for Automobil- og Cykle-trafikken, Dagbladenes oplandsskabende Betydning og Placeringen af Statsskoler, offentlige Kontorer og Hospitaler." Med hensyn til selve oplandenes afgrænsninger og beregningerne af oplandsbefolkningernes størrelse og detailomsætningen pr. indbygger fremhævede han, at tallene for eksempelvis Aarhus og Skanderborg, Odense og Faaborg, Esbjerg og Varde tydeligt viste, at de større byers omsætninger var så meget højere end for de mindre, at de udpegede oplande næppe kunne være rigtige: "hvis man sætter den samlede Detailomsætning i Byen (excl. Nærings- og Nydelsesmiddelbranchen) i Forhold til den samlede Indtægt for Skatteyderne i By plus det beregnede Opland. Hvis Oplandstallet var rigtigt, vilde disse Tal staa i nogenlunde samme Forhold til hinanden for de forskellige Byer". Han pegede (sikkert med rette) på, at "Oplandsvilkaarene varierer fra Varegruppe til Varegruppe og fra Køberklasse til Køberklasse. For visse Udvalgsvarers og for de fleste Specialvarers Vedkommende er Indbyggerne i Skanderborg, Faaborg og Varde saaledes sikkert selv Oplandskunder i Aarhus, Odense og Esbjerg. Og visse af de bedst bemidlede Købere i de tre store Byer er uden Tvivl Oplandskunder for hele deres Forbrug af Udvalgsvarer og Specialvarer i de tre store Byer." Det, som Rudolf Jørgensen her havde fat i, er, at der udover udvalgsvareoplandene findes varer, som kræver langt større oplande de de af Hinz fundne – med andre ord: udover dagligvare- og udvalgsvareoplande måtte regnes med specialvareoplande omfattende en hel landsdel. Både Steenstrups og Hinz‘ tal for omsætning pr indbygger udviste så store spring opad for byer med over 20.000 indbyggere i forhold til mindre byer, at dette forekom at være den mest rimelige forklaring. Hinz‘ tal for de mindste byer (under 2.000 indbyggere) kunne i øvrigt antyde, at han havde undervurderet disses oplande.
Spørgsmålet om byerne og deres oplande blev tillige behandlet af markedsøkonomen Ejler Alkjær i fire artikler i årene 1942-1946.

### Oplandsbegrebet i dets historiske ramme
I den første artikel tog han fat om de centrale begreber: "Paa samme Maade som Begrebet Byopland naturligt defineres ved, at Byen er Oplandets Centrum, er Begrebet By blevet søgt klarlagt ved, at det bl.a. fremhæves som et karakteristisk Træk ved Byen, at den er Midtpunkt i et Opland." Han citerede B. Werner: Gefle stads handelsomraade (Gefle 1932, s. 9): "Det Omraade, indenfor hvilket Summen af de økonomiske Forbindelser med Byen tydeligt viser, at dette Omraade er nærmere forbundet med den paagældende By end med nogen anden By." Endvidere påpegede han, at "ikke alene Købstæderne, men tillige hver eneste Stationsby og Landsby har sit eget Opland. Forbrugernes Indkøb af Fødemidler, Brændsel og andre rent daglige Fornødenheder har jo en saa stor Plads paa Budgettet, at Landboerne oftest vil have størst økonomisk Tilknytning til en nærliggende Landsby eller Stationsby". Alligevel betonede han betydningen af "de Distrikter som i visse specielle økonomiske Henseender har en overvejende Tilknytning til en større By – en Købstad eller en større Stationsby", med andre ord af oplandene for udvalgsvarer.
Efter et historisk rids af det lovbestemte læbæltes oprindelse og ophævelse gik han over til forholdene i samtiden, dvs. mellemkrigstiden, og fremhævede her betydningen af de moderne samfærdselsmidler som indflydende på oplandenes størrelse og form: "Medens Jernbanen gjorde det danske Landomraade til en Trafikenhed, gav den lokaløkonomisk set de Byer, den forbandt, Mulighed for erhvervs- og befolkningsmæssig Fremgang, ligesom den skabte Grundlag for Opblomstring af de Landomraader, den gennemløb. Tillige skabte den en Række nye bymæssige Bebyggelser: Stationsbyerne. Hvor Baneledelsen placerede en Station – og det var ikke altid dér, hvor der laa en gammel Landsby – opstod en ny Byorganisme med Mejeri, Købmandsforretning, Brugsforening, Haandværkere o.s.v." Alkjær afviste, at stationsbyerne havde indflydelse på udvalgsvarehandelen: "Udviklingen har formet sig saaledes, at Stationsbyerne er blevet selvforsynende med Dagligvarer og naturligvis ogsaa har faaet et lille Dagligvareopland, men som Helhed foretages Udvalgsvareindkøbene fortsat i Købstæderne. I hvert fald har kun de allerstørste Stationsbyer faaet deres eget Udvalgsvareopland. Netop de moderne Trafikmidler muliggør jo, at Indkøbsrejserne til Købstaden lader sig gennemføre billigt og bekvemt". Videre: "Automobilismen virker alt i alt centraliserende paa Handelen – nemlig i de større Byer – medens den omvendt har en vis decentraliserende Indvirkning paa Bebyggelsen. Den fremmer saaledes en Randbebyggelse langs Vejene, hvori Tankstationer, Is-Bar‘er og Kiosker indgaar. Den muliggør endvidere, at Folk kan bo i Forstæder eller helt ude i Oplandet og nemt og bekvemt tage til og fra Byen hver Dag og passe deres Arbejde dér. Beboelsesoplandet, som allerede Jernbanerne muliggjorde, og som de endnu i stort Omfang betjener, kan i Kraft af Automobilerne om ikke udvides udadtil, saa i hvert Fald bebygges tættere". Han sluttede sin første artikel med denne betragtning: "Det kan fastslaaes, at det i vor Tid er Byens Tiltrækningskraft, der i første Række er afgørende for Oplandets Udstrækning".

### Mange forhold kan påvirke oplandets størrelse og udformning
I den anden artikel fremhævedes industriens rolle som årsag til købstædernes befolkningsvækst, men der advaredes tillige imod den ensidige afhængighed af industrien, der i krisetider kan ramme som en boomerang, og derfor betonedes oplandets betydning til modvirkning heraf, lige som en del af industrien havde oplandet som sit forsynings- eller afsætningsområde, blandt andre mindre margarinefabrikker, bryggerier og slagterier. Atter betonedes samfærdselsforholdenes betydning for oplandets størrelse, men desuden fremhævedes den indflydelse, som kunne udøves af dagspressen, telefonbøger, betjeningsoplande for (amts)embedsfolk, politikredses afgrænsning, amtssygehuse, liberale erhverv, slagterier, foderstof- og gødningsforretninger og andre landbrugsindustrielle virksomheder, banker og sparekasser, dyrskuer og andre turistprægede tiltag.

### Oplande er ikke sammenfaldende
I den tredje artikel fastslog Alkjær, at "en Bys Opland ... i vore Dage ikke er fast, uforanderligt og skarpt afgrænset, men tværtimod svævende: varierende fra Vare til Vare, fra Branche til Branche og ligeledes fra Tid til anden. En By kan have eet Engrosopland, eet Dagligvareopland, eet Udvalgsvareopland, eet Forlystelsesopland o.s.v., og selv om mange af disse forskellige slags Opland, som hver By faktisk har, i et vist Omfang vil falde nogenlunde sammen, saa er Forholdet dog det, at der mellem Byernes Oplandsomraader ikke er fast afstukne Grænser, men derimod nogle ret brede Grænsezoner. Her handler nogle i den ene By og andre i den anden, nogle køber visse Varer i den ene By og andre i den anden, nogle holder Avis fra den ene By, men leverer Svin til Slagteriet i den anden. Der er endda Grænsezoner, hvor ikke Alene to Byers, men tre eller fire Byers Oplandsomraader støder sammen, og hvor der derfor er forskellige Købevaner og Tilhørsforhold til Byerne". Alkjær fremhævede her oplandsundersøgelser som den vigtigste fremgangsmåde for at afklare disse spørgsmål og med henvisning til Steenstrups og Hinz‘ analyser fastsloges, at "Oplandsundersøgelser maa og skal udføres i Marken". Alkjær gjorde der efter en del ud af hvilke spørgsmål, der kunne give nyttige oplysninger dels om oplandets afgrænsning, dels om årsagerne hertil. Han bragte tillige eksempler på udfaldet af sådanne undersøgelser, men noget landsdækkende billede gaves ikke.

### Stationsbyernes oplande
Endelig gav Alkjær i en artikel om stationsbyernes oplandsforhold på tilsvarende vis som tidligere for købstædernes vedkommende en omtale af forhold, der indvirkede på disses oplandsforhold, men heller ikke her gav han noget landsdækkende billede. Det bør imidlertid fremhæves, at Alkjær fandt dels tydelige uligheder i de i 1930 ved handel og omsætning sysselsatte indbyggeres andel af befolkningen i hovedstaden (19,8%) og dennes forstæder (11,2%), provinsbyerne (16,8%) og deres forstæder (11,1%), stationsbyerne (11,5%) og de rene landdistrikter (2,7%), ja selv for de ulige stationsbyer gjorde der sig store uligheder gældende: således udgjorde andelen af sysselsatte ved handel og omsætning i fx Holsted 20,6% men i Assens cementby kun 2,4%, hvilket naturligvis afspejlede de vidt forskellige oplandsforhold, og Alkjær konstaterede da også, at "Af andre større bymæssige Bebyggelser, som har en ikke ubetydelig Oplandshandel, kan nævnes Taastrup (trods Københavns Nærhed), Skern, Hadsund, Grindsted, Bramminge, Hammel, Aars, Hadsten, Bjerringbro, Fakse, Ringe, Vamdrup, Kjellerup, Ølgod (om hvilken det eksempelvis kan nævnes, at dens Oplandsfolketal er blevet anslaaet til ca. 10.000), Graasten, Vraa, Fjerritslev (som i Kraft af de store Afstande til Købstæderne har et Landomraade af betydelig Udstrækning for sin egen Mund), Løkken, Helsinge, Vinderup, Hurup, Toftlund, Skærbæk, Bræstrup, Farsø, Jyderup, Aalestrup, Ulfborg og Aarup." Af forhold, som virker fremmende på sysselsætningen inden for handel og omsætning og dermed på oplandets størrelse fremhævedes foruden afstanden til købstæder tilstedeværelsen af administrative tjenester som forligskommissioner, tingsteder, kredslæger, toldsteder, eksportslagterier, banker og sparekasser, forekomst af dyrskuer med mere.

### Oversigt
Kernen i Alkjærs artikler kan sammenfattes således:
1. mange forhold indvirker på samspillet mellem et handelsknudepunkt og dets omgivelser, dets opland;
2. oplande er ikke entydige, men kan veksle fra vare til vare, fra branche til branche og over tid;
3. oplande kan påvirkes ved markedsføringsindsats;
4. en sikker bestemmelse af oplandsforhold kan alene ske ved undersøgelser "i marken", det vil sige ved spørgeundersøgelser eller et modsvarende informationsgrundlag.

Det kan af Alkjærs betragtninger ligeledes udledes, at det oplandsbillede, der tegner sig ved undersøgelser, i nogen grad beror på hvilke emner (varer eller tjenesteydelser), der gøres til genstand for undersøgelse.